# Choi Jae-hyung
Choi Jae-hyung (* 2. September 1956 in Jinhae-gu, Changwon, Gyeongsangnam-do) ist ein südkoreanischer Richter, der vom Januar 2018 bis zum Juni 2021 als Präsident des Rechnungshofes amtierte.

## Werdegang
Choi studierte Rechtswissenschaften an der Seoul National University und wurde 1981 als Anwalt zugelassen. Von 1983 bis 1986 leistete er seinen Wehrdienst ab und wurde danach Richter an einem Bezirksgericht in Seoul.
Nach der Wahl von Moon Jae-in wurde Choi von diesem als Nachfolger für Hwang Chan-hyun als neuer Präsident des Rechnungshofes nominiert und mit 231 von 246 Stimmen von den Abgeordneten der Gukhoe für eine vierjährige Amtszeit bestätigt.
Am 28. Juni 2021 trat er von seinem Posten zurück. Seither wird darüber spekuliert, ob er sich bei der Präsidentschaftswahl in Südkorea 2022 als Kandidat der Opposition bewerben wird.